# 風暴崛起
《风暴崛起》是一款即时战略游戏，由Slipgate Ironworks和2B Games开发，3D Realms和Knights Peak发行。

## 游戏玩法
《风暴崛起》是一款传统即时战略游戏，玩家需要在游戏中建造基地、收集资源，并指挥军队与人类对手或AI对战。其游戏玩法让人联想到終極動員令系列以及90年代和2000年代的其它即时战略游戏。在游戏的两个战役模式中，玩家可以操控两个阵营：全球防御部队（GDF）和风暴王朝（Tempest Dynasty），并且已确认第三个阵营将在多人模式中可用。

## 游戏设定
《风暴崛起》的故事背景设定在一场恶化的古巴导弹危机发生后34年，该危机导致地球上大片区域受到严重辐射。全球防御部队与风暴王朝为了争夺全球控制权以及一种新型的神秘能源——在行星受辐射区域生长的、类似植物的“风暴（Tempest）”——而展开斗争。

## 开发与发行
开发商Slipgate Ironworks位于丹麦。THQ Nordic于2022年8月宣布推出本游戏，其演示版于次年发布。
《风暴崛起》曾宣布于2025年4月24日正式发售，豪华版预购玩家将于4月17日获得权限先行开玩（Advanced Access）。然而由于发行错误，标准版游戏的购买者也获得了权限。在第二天，发行商直接追认4月17日为发售日。